# Насолода уявної смерті
«Насолода уявної смерті» — дебютна поетична збірка Олеся Барліга, що вийшла у 2012 році у видавництві «Ліра». Більшість творів мають форму верлібру та представлені переважно інтимною та філософською лірикою. Наскрізною лінією у книзі проходить осмислення іншого, зокрема в категоріях гомоеротичної та квір-культури. В колі авторської уваги постає тематика попкультури, глобалізації, культури споживання та інформаційного суспільства.

## Структура книги
Збірка складається з десяти циклів:
 «Вірші, що мають належати якомусь із циклів»  — любовна та еротична лірика, що оповідає сюжети підліткового кохання; туги через неможливу сексуальну близькість; рефлексії навколо акторів гей-порно, зокрема Кеннеді Картера.
«На передовій Третьої світової» — фантасмагорійне осмислення глобалізаційних процесів в українському національному інформаційному просторі, де мотив Третьої світової війни увиразнює конфлікти і протиріччя в межах цих явищ. Гротеск описаних історій посилює поєднання у згадках таких зірок, як Леді Гага, Ані Лорак, Ніколь Шерзінгер, Енріке Іглесіас із міфічними персонажами на кшталт сирен, валькірій, мантикор, циклопів, кіноцефалів тощо. Окремо, як проактивні персонажі, увиразнюються сутності із гримуарів — демони з книги Малий ключ Соломона.
«Ця поема з трьох частин присвячена Тоні Варду — чорному яструбу» — поетичні замальовки з сюрреалістичними мотивами навколо постаті актора та моделі Тоні Варда.
«Діамантовий надгробок» — стислий цикл про дідуся ліричного героя, який проводить увесь свій вільний час на цвинтарі, щоб вшанувати пам'ять померлої дружини.
«Пісенька для серця» — поетичний портрет людського серця, що взяте у полон старістю і хворобами в подобі сфінкса.
«З циклу «Всесвітній День Єдинорога» — добірка з іронічним поглядом на кризу маскулінності, гендерні стереотипи, деконструкцією пейзажної лірики та художніх творів.
«Запорізька готика» — містичні вірші, що досліджують авторський погляд, традиційний фольклор і міські легенди в осмисленні Запоріжжя.
«Ретро-Ундіна» — єдиний цикл у збірці, що активно використовує рими.
«Криптиди» — добірка віршів, що перегукується із конкретними творами усіх семи авторів та авторок, які увійшли разом із Олесем Барлігом до збірки «Гімн очеретяних хлопчиків».
«Хризаліда» — дві поезії присвячені песонажкам серіалу Баффі — переможниця вампірів.

## Критична реакція
Літературний критик Ігор Котик в огляді поетичних збірок для порталу ЛітАкцент окреслює збірку як концептуальну і зазначає:
«На прикладі власного „я“ автор показує, як під впливом поп-культури, особливо кіноіндустрії, сучасна людина сама стає мешканцем віртуальної реальності».
Літературознавиця Юлія Кушнерюк припускає, що провідними категоріями для віршів у збірці є чуттєвість, тілесність, спокуса, бажання і свобода самовираження. А одним з головних конфліктів у творах стає «суперечка із часом».
Назву книги дослідниця розглядає в контексті того, що художні тексти представлені тут — це «своєрідний цвинтар спогадів і почуттів; і символічна смерть як балансування на межі справжнього й несправжнього, реального й ілюзорного».
За словами науковиці Ольги Шаф — Олесь Барліг представляє у «Насолоді уявної смерті» стратегії платонічного кохання (у класичному давньогрецькому розумінні) та юнацької гомосексуальної гри.

## Відгуки в межах збірки
Книга «Насолода уявної смерті» містила в собі короткі оцінки від літературознаців і поетів Віталія Чернецького, Дмитра Кузьміна, Олега Коцарева, Фаїни Грімбєрг та Максима Бородина.
А також передмову Аліни Гаврош і післямову від автора. В передмові цитується літературознавець Юрій Ганошенко, на думку якого сучасний чоловік в творах Олеся Барліга «втрачає свої жорстко детерміновані культурою обриси, демонструє нетрадиційні й цікаві варіанти чуттєвості».
В післямові поет повідомляє, що усі вірші, що увійшли до збірки були написані протягом 2010 року і підсумували його життєвий і культурний досвід «нульових» років. Та окреслює, що це книга про метаморфози, що дорівнюються «квазісмерті».

## Супутні проекти
На підтримку своєї збірки Олесь Барліг випустив анімаційний буктрейлер та «аудіовізуальну збірку» із авторським виконанням на тлі світлин. Обидва ці відео представлені у вільному доступі на YouTube. Анонс цих проектів опублікував портал Буквоїд.